# ميشال معلوف
ميشال نعمان معلوف (1307 - 1361 هـ / 1889 - 1942 م) هو كاتب وشاعر لبناني مهجري ولد في زحلة في لبنان وأول رئيس للعصبة الأندلسية. كتب في قصائده عن الحنين إلى الوطن واستذكار أيام الطفولة والشباب والتغني بالخمر والغزل، وهو ذو لغة سلسة.

## النشأة والمسيرة
ولد ميشال نعمان معلوف في زحلة. درس في المدارس الابتدائية في زحلة ثم في الكلية الشرقية الكاثوليكية أين علّمه صهره عيسى إسكندر المعلوف. اشتغل في الزراعة إذ كان من كبار ملاك الأراضي في البقاع. هاجر إلى البرازيل في 1910 واختار العمل بالتجارة في سان باولو، وأنشأ مصنعا للنسيج فأصبح من أغنى الأغنياء. أسس في 1932 رفقة مجموعة من شعراء المهجر في البرازيل العصبة الأندلسية وهي جمعية أدبية تهتم بالأدب العربي واُنتخب رئيسا لها لست سنوات منذ تأسيسها. زار لبنان في 1938 لكن اندلاع الحرب العالمية الثانية منعه من العودة إلى البرازيل، فاستقر في زحلة وتزوج فيها. اُصيب بعد ذلك بمرض مزمن وتوفي في 1942 في زحلة ودفن هناك. تطرّق في شعره لمواضيع الحنين إلى الوطن وتذكر فترتي الصبا والشباب وألّف عن الخمر وملذاته والغزل. وتتسم لغته بالسلاسة.

## آثاره
نُشر الكثير من قصائده في كتاب «في هيكل الذكرى» الذي نشرته العصبة الأندلسية في 1944 وتضمن أيضا كلمات اُلقيت في حفل تأبينه. وكتب المسرحية الشعرية «سجين الظلم» لكنها لم تنشر.